# Élisabeth Parmentier

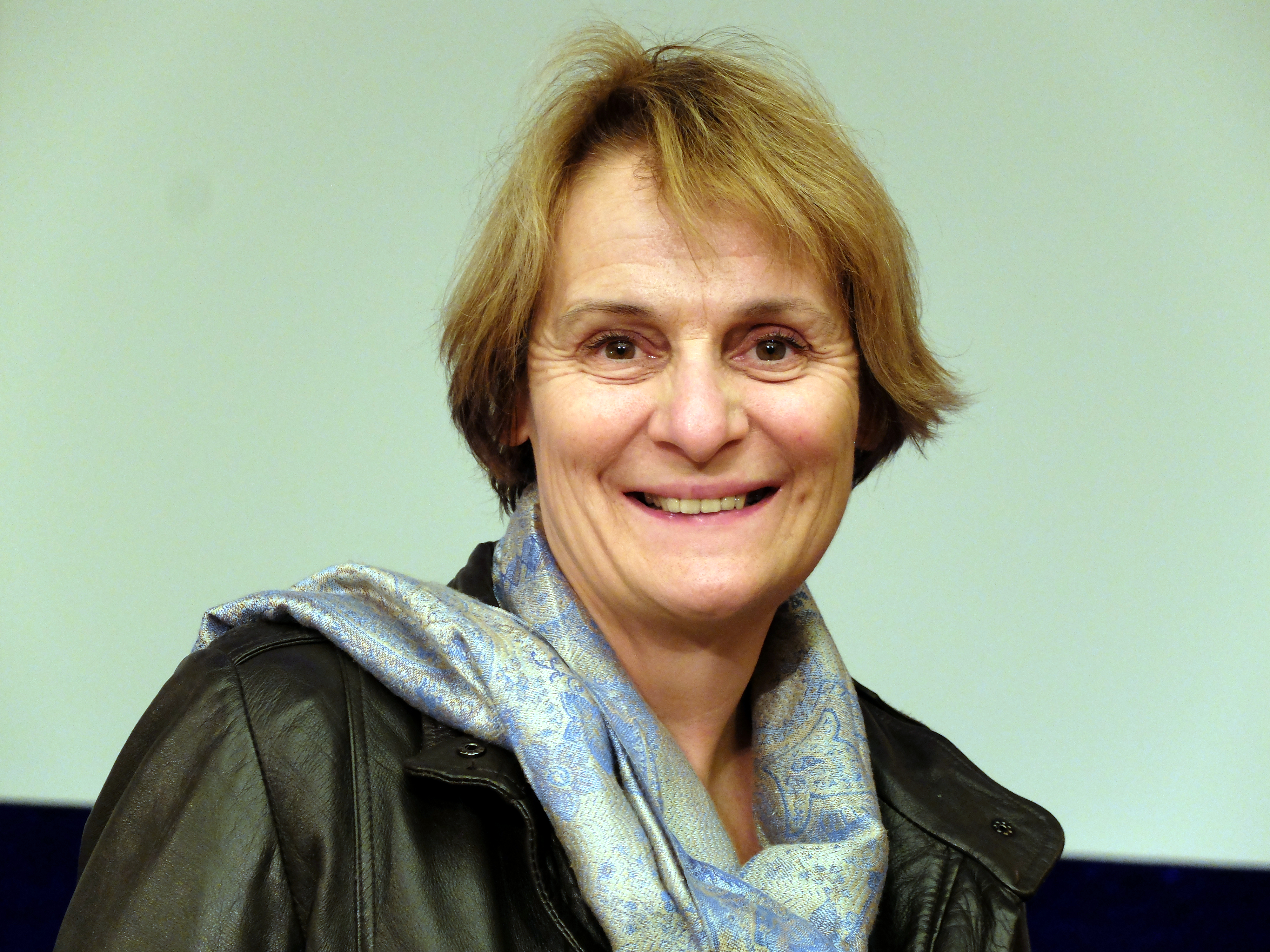
Elisabeth Parmentier, 2019

Élisabeth Parmentier (* 1961 in Phalsbourg, Lothringen als Élisabeth Gangloff) ist eine französische lutherische Theologin.

## Leben
Parmentier erwarb 1982 den Magistergrad in Germanistik und 1985 in Evangelischer Theologie. Nach ihrer Ordination 1988 arbeitete sie als Pastorin der Evangelischen Kirche Augsburgischen Bekenntnisses von Elsass und Lothringen. 1996 wurde sie an der Universität Straßburg aufgrund einer von André Birmelé betreuten Dissertation über das Verhältnis von klassischer und feministischer Theologie (Les filles prodigues. Elements pour un dialogue entre les theologies feministes et la theologie classique) zum Dr. theol. promoviert. Im selben Jahr wurde sie Maître de conférences an der Universität Straßburg. Nach der Habilitation 1999 wurde sie 2000 zur Professorin für Praktische Theologie in Straßburg berufen. 2015 wechselte sie an den Lehrstuhl für Praktische Theologie an der Universität Genf. Dort wurde sie 2021 zur Dekanin gewählt.

## Forschungsgebiete
Zu ihren Hauptinteressen gehören Biblische Hermeneutik, Ökumenische Theologie, feministische und kontextuelle Theologien sowie neue Formen des Kirche-Seins. 

## Weitere Tätigkeiten
Parmentier war lange Zeit nebenamtliche Forschungsprofessorin am Ökumenischen Institut des Lutherischen Weltbundes in Straßburg. Von 1994 war sie Kopräsidentin, von 2001 bis 2006 Präsidentin der Gemeinschaft Evangelischer Kirchen in Europa. 2023 wurde sie zur evangelischen Kopräsidentin der Groupe des Dombes gewählt.

## Schriften (Auswahl)
- L’Écriture vive. Interprétations chrétiennes de la Bible. Labor et Fides, Genève 2004.
- mit Michel Deneken: Catholiques et protestants, théologiens du Christ au XXè siècle. Mame-Desclée, Paris 2009.
- mit Michel Deneken: Pourquoi prêcher? Plaidoyers catholique et protestant pour la prédication, Labor et Fides, Genf 2010.
- mit Pierrette Daviau: Marthe et Marie en concurrence? Des Pères de l’Église aux commentaires féministes. Médiaspaul, Montréal 2012.
- mit Michel Deneken (Hrsg.): La passion de la grâce. Mélanges offerts à André Birmelé. Labor et Fides, Genève, 2014, ISBN 978-2-8309-1550-1.
- Cet étrange désir d’être bénis. Labor et Fides, Genève 2020.